# Orzechowo (obwód brzeski)
Orzechowo (biał. Арэхава, ros. Орехово) – agromiasteczko na Białorusi w rejonie małoryckim obwodu brzeskiego, centrum administracyjne sielsowietu.
Znajduje się tu parafialna cerkiew prawosławna pw. św. Paraskiewy, zbór Zjednoczonego Kościoła Chrześcijan Wiary Ewangelicznej (nurt zielonoświątkowy).

## Geografia
Miejscowość położona na Polesiu Brzeskim nad Jeziorem Orzechowskim, na międzyrzeczu Bugu i Prypeci (jezioro zaliczane jest do zlewni Bugu). Przez wieś przepływa rzeka Małoryta (dopływ Ryty). Niedaleko od Orzechowa przebiega też granica białorusko-ukraińska. Miejscowość jest oddalona o ok. 29 kilometrów na wschód od Włodawy.

## Historia
Miejscowość wzmiankowana po raz pierwszy w 1546.
W trakcie konfederacji barskiej, 13 września 1769 roku, stoczona została bitwa pod Orzechowem, w której uczestniczyli m.in. bracia Pułascy: Antoni, Franciszek Ksawery oraz Kazimierz.
Wieś królewska położona była w końcu XVIII wieku w ekonomii brzeskiej w powiecie brzeskolitewskim województwa brzeskolitewskiego.
Po III rozbiorze w 1795 r. znalazła się w granicach zaboru rosyjskiego. W XIX w. Orzechowo leżało w gminie Ołtusz, w powiecie brzeskim guberni grodzieńskiej. W okresie międzywojennym wieś i folwark Orzechowo należały do gminy Ołtusz w powiecie brzeskim województwa poleskiego II Rzeczypospolitej. Według spisu powszechnego z 1921 r. wieś liczyła 99 domów. Mieszkało tu 548 osób: 265 mężczyzn, 283 kobiety. Wszyscy byli prawosławni i wszyscy deklarowali narodowość białoruską. Pod względem narodowościowym i wyznaniowym tak samo prezentowało się czworo mieszkańców folwarku Orzechowo (3 mężczyźni, 1 kobieta).
Po II wojnie światowej Orzechowo znalazło się w granicach Białoruskiej SRR, a od 1991 r. – w niepodległej Białorusi.